# Michel-Paul Giroud
Michel-Paul Giroud (Parigi, 4 maggio 1933 – Harcourt, 11 settembre 2011) è stato un illustratore francese.

## Biografia

### Educazione
È figlio di Eugène Giroud (Eu.Gire), disegnatore, e di Marguerite Deglise.
- Cours préparatoire alla scuola d'Arte (Académie de la Grande Chaumière).
- Un anno di corsi serali all'Arts Déco.

All'età di 21 anni svolge il servizio militare per 2 anni come istruttore presso la scuola militare Hériot per bambini figli della truppa nel presidio, dove realizza dipinti, affreschi e altre opere. Al ritorno dal servizio militare, frequenta l'Arts Déco a Parigi e ottiene il "Brevet d'Art Déco.

### Carriera professionale
Durante gli studi, Michel aiuta il padre colorando i suoi fumetti e scrivendo il testo nelle bolle. Inizia poi la sua carriera con 23 episodi di Tinnabule et les Yaya dal 1957 al 1959, in cui non fa altro che disegnare. Continua con Tonton Bola et Cie dal 1959 al 1965, pubblicato da Okay, dove disegna e scrive la sceneggiatura.
Contemporaneamente, realizza le pagine di giochi (ritagli e colori per bambini) per Riquiqui e Roudoudou sulla rivista Kiwi. Crea Rook e Rool, pubblicato da Aventure et Voyag, su un ragazzino indiano e il suo mustang, che porta il nome di sua moglie.
Nel 1960, Jean Cézard, fumettista e amico del padre, chiese a Michel di riprendere le avventure di Kiwi che aveva creato.
Nel 1964, Cézard chiese a Michel di occuparsi di Arthur le fantôme per i libri in brossura (50 albi in brossura). Entrambe le offerte furono ovviamente accettate.
Nel 1968, Eu.Gire si ammala e non può più realizzare i disegni per La Pension Radicelle e Les découvertes de Saturnin. I disegni furono affidati a Michel per onorare l'ordine.
Cronologicamente:
- La bande des loups (sceneggiatura e disegno)
- Copertine di Pif Gadget, presentazione di gadget e pagine di giochi[3]
- Le Capt'ain Vir-de-Bor, pubblicato da Mon journal (sceneggiatura e disegni)
- Yankee, pubblicato da Mon journal (sceneggiatura e disegni)
- Toy, pubblicato da Mon journal (sceneggiatura e disegni)

E vari contributi dei seguenti editori: Francs Jeux, Fleurus, Mej, Feu Nouveau, La semaine d'Evreux e Messages.

### Vita privata
Ha sposato Geneviève Favrot-Beauvais nel 1960. Si è stabilito a Bécon les Bruyères, un quartiere di Courbevoie (92) e ha avuto tre figli (due femmine e un maschio).

## Opere
- Bibliografia pubblicata su BD Gest[1]
- Ha prodotto illustrazioni per la rivista Hop![4]
- Fils de Chine pubblicato da Glénat BD[5]